# Сторти, Сесиль
Сесиль Сторти (фр. Cécile Storti, род. 5 апреля 1983, Эвиан-ле-Бен) — бывшая французская лыжница, участница двух Олимпийских игр. Специализировалась в дистанционных гонках.

## Карьера
В Кубке мира Сторти дебютировала в 2003 году, тогда же впервые попала в десятку лучших на этапе Кубка мира, в эстафете. Всего имеет 7 попаданий в десятку лучших на этапах Кубка мира, все в командных соревнованиях. Лучшим достижением Сторти в общем итоговом зачёте Кубка мира является 77-е место в сезоне 2009-10.
На Олимпиаде-2006 в Турине, стала 9-й в эстафете.
На Олимпиаде-2010 в Ванкувере, стартовала в трёх гонках: дуатлон 7,5+7,5 км — 44-е место, эстафета — 6-е место, масс-старт 30 км — не финишировала.
За свою карьеру принимала участие в двух чемпионатах мира, лучший результат 9-е место в эстафете на чемпионате мира — 2005, в личных видах не поднималась выше 30-го места.
По окончании сезона 2009-10 Сесиль Сторти завершила профессиональную карьеру.
Использовала лыжи и ботинки производства фирмы Fischer.